# Caldaro classico
Il Caldaro classico è un vino DOC la cui produzione è consentita nella provincia autonoma di Bolzano.

## Caratteristiche organolettiche
- colore: da rosso rubino al granato.
- odore: gradevole, profumato e fruttato.
- sapore: morbido, armonico, leggermente di mandorla.

## Produzione
Provincia, stagione, volume in ettolitri
- Bolzano  (1995/96)  73142,4
- Bolzano  (1996/97)  86872,15